# Aprasia smithi
Espèce
Aprasia smithi est une espèce de geckos de la famille des Pygopodidae.

## Répartition
Cette espèce est endémique d'Australie-Occidentale.

## Étymologie
Cette espèce est nommée en l'honneur de Lawrence Alec Smith.

## Publication originale
- Storr, 1970 : Aprasia smithi a new worm-lizard (Pygopodidae) from Western Australia. Western Australian Naturalist, vol. 11, p. 141.